# (15586) 2000 GV75
A (15586) 2000 GV75 a Naprendszer kisbolygóövében található aszteroida. A LINEAR projekt keretében fedezték fel 2000. április 5-én.